# Красунчик чоловік
«Красунчик-чоловік» — комедія на чотири дії Олександра Островського. Написана в кінці 1882 року.
Прем'єра відбулась 26 грудня 1882 року в Малому театрі. 6 січня 1883 року п'єса була представлена в Олександрійському театрі. 
П'єса отримала негативні критичні відгуки і ставилась не часто — лише з 1884 по 1917 роках була поставлена 39 разів.  П'єса Красунчик-чоловік була екранізована.

## Дійові особи
- Аполінарія Антонівна, старенька пані.
- Зоя Василівна Окойомова, її племінниця, молода жінка.
- Аполлон Євгенійович Окойомов, її чоловік.
- Наум Федотович Лотохін, багатий барин, далекий родич Окойомової.
- Федір Петрович Олешунін, молодий чоловік, середнього статку, землевласник.
- Нікандр Семенович Лупачьов, старий барин, який живе на широку ногу і розкидається грошима. Не приймається хорошим суспільством.
- Сосипатра Семенівна, його сестра, стара пані, одягається багато та оригінально, веде себе абсолютно вільно, нікого не соромиться.
- П'єр, Жорж — молоді люди, товариші Лупачьова, нічим не займаються; схожі один на одного, одягнені і причесані за останніми криками моди,мовчазні, скромні, пристойні.
- Василь, людина в вокзалі.
- Акимович, старий слуга Лотохина.
- Паша, покоївка.
- Сусанна Сергіївна Лундишева, молода вдова, племінниця Лотохіна.
- Іван, лакей Соспатри Семенівни.

## Сюжет
Апполон Окойомов, «красунчик-чоловік», одружившись з багатою дівчиною Зоєю. Через кілька років він розтратив всі її статки і вирішив врятувати свої справи новим вигідним шлюбом. Він пропонує дружині, яка його любить розлучення, причому звинувачує її у зраді. Беззавітно віддана Зоя після болісної боротьби підкоряється волі Окойомова. Але коли слідом за тим він вимагає від неї, що б вона пішла на утримання до іншого чоловіка, лагідна жінка обурюється. Лотохін, що скуповує всі маєтки своїх родичок, вирішив розібратися в чому справа, коли його племінниця Сусанна, теж закохана в Окойомова, вирішує продати свій маєток. За участю Сосипатри гра Окйомова зірвалася. Зруйнувапвся і його план одруження на купчисі-мільйонерші Сусанні Сергіївні Лундишевій. Ім'я та честь Зої відновлено. Незважаючи на прохання Окойомова, Зоя не відчуває себе в силах повернутися до нього. Примирення можливе тільки в тому випадку, якщо він знайде у своїй душі «хоч що-небудь добре і чесне».

## Постановки
26 грудня 1882 — Малий театр.
6 січня 1883 — Олександійський театр.
1940 — Іркутський театр.
1946 — Театр імені Моссовєта.
1999 — Рязанский театр драми.
2006 — МХАТ ім. М. Горького.
29 жовтня 2011 — Санкт-Петербурзький театр «Російська антреприза» імені Андрія Миронова.